# Pale
Pour les articles homonymes, voir Pale (homonymie).
A ne pas confondre avec une aube ou une ailette de turbine à gaz ou à vapeur ou de compresseur mécanique.

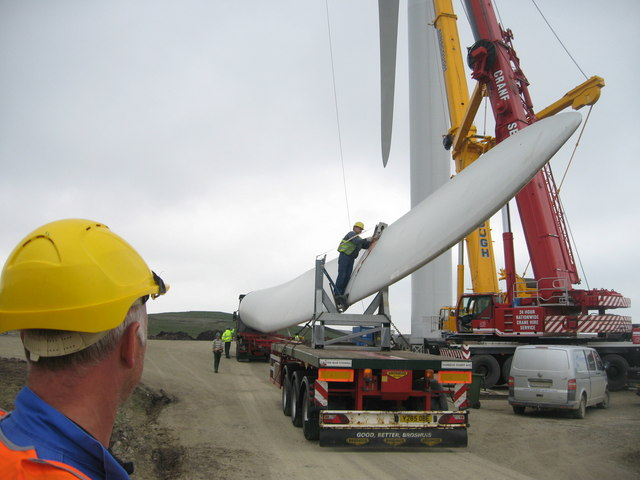
Une pale d'éolienne prête à être mise en place

Une pale d'hélice (avion ou navire), de rotor (hélicoptère ou éolienne) ou de pompe est une surface portante en rotation autour d'un axe. C'est un dispositif aérodynamique ou hydrodynamique destiné à transformer une énergie motrice en accélération du fluide dans lequel il se déplace ou au contraire à transformer l'énergie cinétique du fluide en énergie motrice. 
Plusieurs pales sont fixées à un moyeu central pour former une hélice (avion ou navire) ou un rotor (hélicoptère ou éolienne).

## Pale pour la propulsion d'aéronef
Les pales, peuvent être faite de métal, de bois, ou de stratifiés en fibres de verre ou de fibres de carbone. Dans ces deux derniers cas, elles sont renforcées au niveau du bord d'attaque par une pièce de métal, le blindage, pour améliorer la robustesse en cas de choc avec un objet étranger. 
Le vocabulaire pour définir une pale d'hélice est le même que pour une aile : 
- bord d'attaque : l'avant arrondi de la pale
- bord de fuite : l'arrière effilé de la pale
- emplanture ou "pied de pale" : la base de la pale qui se fixe sur le moyeu
- profil : le profil aérodynamique de la pale vu en coupe
- calage : angle entre le plan de rotation et la corde du profil de la pale. Il évolue en diminuant en allant vers le bout de pale pour prendre en compte l'augmentation de la vitesse vers le bout de pale.

## Rotor d'hélicoptère

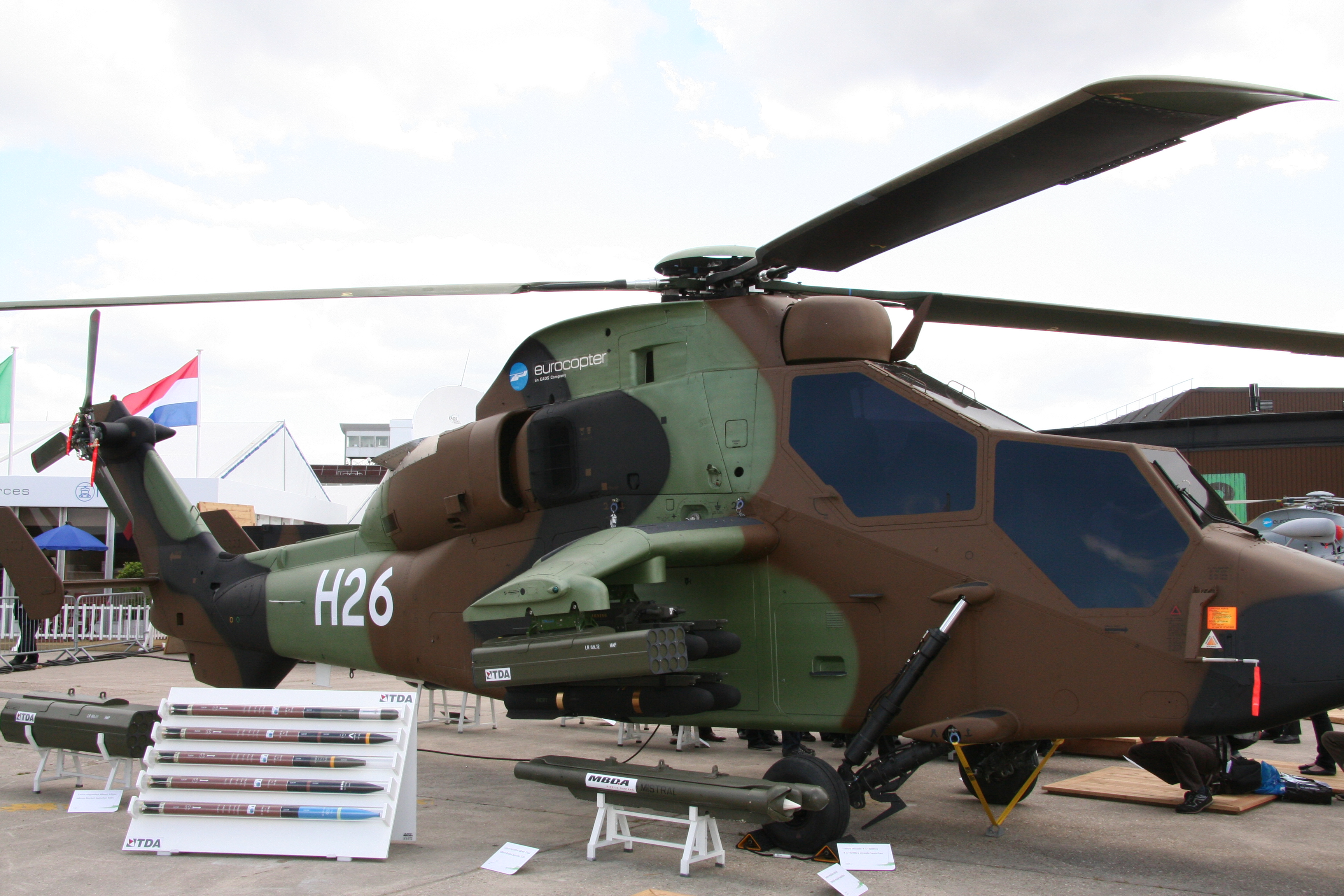
Les pales de l'Eurocopter EC665 Tigre.

Les dimensions et la forme des pales jouent un rôle prépondérant dans l'efficacité de celle-ci :
Vitesse en bout de paleLa vitesse de rotation est limitée par la vitesse en bout de pale, celle-ci pouvant approcher la vitesse du son (qui ne doit pas être dépassée), provoquant le bruit caractéristique d'un hélicoptère (« tchop-tchop ») ce qui est aussi gênant pour un hélicoptère d’attaque censé rester discret. On peut pallier ce problème en partie en donnant à l'extrémité de la pale la forme en plan d'une aile d'avion supersonique, exemple : les pales de l'Eurocopter Tigre et leur forme en flèche et courbure vers le bas pour annuler la portance.
Charge du disqueEn augmentant le nombre des pales d'un système, on peut augmenter la surface portante et la force de traction (à charge alaire égale) d'un rotor sans augmenter la longueur des pales, c'est le cas du Sikorsky CH-54, une grue volante à six pales. Cela permet aussi, pour une même portance, de réduire la vitesse de rotation du rotor et permettre d'augmenter la vitesse d'avancement de l'hélicoptère, comme sur l'Eurocopter EC155 à cinq pales.
Fabrication des palesLes pales d'un hélicoptère doivent être légères et robustes et celles-ci peuvent mesurer jusqu'à 20 mètres de long. Les contraintes mécaniques qu'elles subissent sont énormes que ce soit en flexion, torsion ou en traction. À l'origine, elles étaient en bois, puis en métal, elles sont de nos jours fabriquées en matériau composite (sandwiches de fibre de carbone, fibre de verre, mousses).

### Structure d'une pale
La pale peut être constituée de stratifié de verre-résine. On peut distinguer trois zones :
1. La zone d'attache : les fibres de verre qui forment le longeron sont enroulées autour des bagues d'emplanture en acier; du moltoprène et du remplissage résine-bourre comblent les zones vides entre les fibres longeron ;
2. La partie courante : de la fibre de verre forme le longeron, du nid d'abeille emplit la partie centrale de la pale, des bandes de protection en inox ou titane recouvrent le bord d'attaque contre l'érosion, de la fibre de carbone renforce le bord de fuite ;
3. Zone d’extrémité : des masses d'équilibrage statique et dynamique sont placées sur des tiges filetées, elles sont protégées par un « saumon ». Ces masses équilibrent la pale en poids (centre de gravité) et en moment (piqué et cabré).

### Réglage d'une pale
De par leur méthode de fabrication, les pales réagissent différemment aux sollicitations mécaniques. Elles sont donc équilibrées après fabrication sur un banc de réglage. En plaçant une pale sur le banc, un technicien compare son comportement par rapport à une pale étalon, puis ajuste ses masses d'équilibrage statique et dynamique. Il n'est pas permis aux utilisateurs de toucher aux masses d'équilibrage, alors qu'il sera possible d'intervenir sur un ou deux « tabs » pour affiner le réglage de la voilure.

## Pales d'éolienne
Le profil d'une pale d'éolienne est inversé par rapport à celui d'une hélice (une hélice montée sur une éolienne aurait soit son bord de fuite utilisé comme bord d'attaque soit son intrados utilisé comme extrados). Presque tous les aérogénérateurs modernes de grande taille sont à trois pales, compromis idéal pour optimiser les coûts de fabrication, un bon rendement et un bruit de fonctionnement acceptable. Rigides ou déformables selon la technologie retenue, elles peuvent mesurer de 23 à 45 mètres de long, voire 60 mètres et plus.
Divers projets de recherche ou expérimentations portent notamment et par exemple sur la modélisation, la chaîne d'outils numériques de conception de l'aérodynamisme des pales, le contrôle actif ou passif des pales, le transport des pales sur les composites utilisés, sur l'écoconception de pales et/ou sur des moyens (éventuellement biomimétiques) d'améliorer le rendement des pales (par exemple en pouvant les déformer durant leur rotation), de diminuer leur frottement dans l'air, d'y faire glisser la pluie, de diminuer le risque d'englacement et les effets des cycles gel/dégel, ou encore de diminuer le bruit de l'éolienne (par exemple, une réduction de 10 dB a déjà été obtenue en imitant les structures de plumes de rapaces nocturnes capables de voler silencieusement).